# Cathorops mapale
Cathorops mapale, conhecido como bagre-mapalé, é uma espécie de peixes da família Ariidae no ordem dos Siluriformes.

## Morfologia
Os machos podem alcançar até 30,6 cm de comprimento. O corpo é alongado. A cabeça é moderadamente aplanada no dorso, com escudo óseo cefálico na área epioccipital, rugoso, granular atrás. De encima a cabeça se ve redondeada. Apresenta uma fissura medial na cima da cabeça, comprida e profunda, que se estende posteriormente quase até la quilha supraoccipital. Tem dois pares de narinas, perto um do outro. Também apresenta três pares de barbillhos, no queixo e ambas mandíbulas. Os dentes são pequenos, e possui vários no paladar. As aberturas branquiais estão restringidas aos costados pela adesão das membranas branquiais ao peito. Espinhos braquiais bem desenvolvidas. Espinho dorsal mais comprido que o espinho pectoral; nadadeira caudal ahorquillada; tem nadadeira anal. O corpo apresenta cores branca ou prata até marrom.

## Hábitat
Tropical, vive nas águas doces, salobras e também nas águas salgadas das lagunas dos litorais. Demersal, se encontra entre 1 e 20 m de profundidade.

## Distribuição geográfica
Se encontram no noroeste da América do Sul, na Colômbia, desde o golfo de Urabá, até Santa Marta.